# (21753) Trudel
(21753) Trudel (1999 RJ180) – planetoida z pasa głównego asteroid okrążająca Słońce w ciągu 3,85 lat w średniej odległości 2,46 j.a. Odkryta 9 września 1999 roku.